# José Juan Tablada
José Juan Tablada (Cidade do México, México, 3 de abril de 1871 - Nova Iorque, Estados Unidos, 2 de agosto de 1945) foi um poeta, jornalista e diplomata mexicano, vinculado ao modernismo de língua castelhana, com algumas características vanguardistas em sua poesia. 

## Estudos e Vida profissional
Estudou no Heroico Colegio Militar no Castillo de Chapultepec. Continuou seus estudos na Escuela Nacional Preparatoria, onde aprendeu pintura, da qual foi um aficionado. Trabalhou como empregado administrativo de ferrovias e conheceu desde criança a um poeta cego conhecido como Manuel M. Flores .
Em 1890, com 19 anos, começou a colaborar no jornal El Universal com poemas e crônicas dominicais na seção chamada Rostros y máscaras (Rostos e máscaras). Colaborou também para El Mundo Ilustrado , Revista de Revistas, Excélsior, e Universal Ilustrado. Trabalhou também para jornais de Caracas, Bogotá, Havana y Nova Iorque. Escreveu para revistas literárias como a Revista Azul, a Revista Moderna, La Falange, El Maestro. Foi fundador da revista Mexican Art and Life. 
En 1894 publicou na Revista Azul, o poema "Ónix" o qual lhe tornou um autor de prestígio. Seu primeiro livro de poesía El florilegio foi publicado em 1899. Como Modernista hispano-americano em sua primeira etapa, defendeu esta corrente na Revista Moderna, na qual publicou e traduziu artigos entre 1889 e 1911.

## Envolvimento na política e diplomacia
Tablada participou da política de seu país, chegando a ocupar postos diplomáticos no Japão, França, Equador, Colômbia e Estados Unidos.  Em sua viagem ao Japão, em 1900, mostrou interesse pelo exemplo naturalista dos japoneses cuja estética, segundo ele, permitia uma interpretação plástica da natureza.
Tal qual Emiliano Zapata, foi opositor da política de Francisco I. Madero, presidente democrata, considerado afastado dos interesses das classes marginalizadas, publicando uma sátira chamada Madero-Chantecler em 1910. O governo de Madero foi derrubado e, não obstante, com a chegada ao poder de Victoriano Huerta, Tablada se transladou para Nova Iorque em 1914.
Em 1918 o presidente Venustiano Carranza o nomeou Secretário do Serviço Exterior, e por tal motivo se mudou a Caracas onde realizou una trabalho cultural, organizando conferências e realizando publicações. Em 1920 se trasladou para Quito, mas decidiu renunciar ao seu posto diplomático por não adaptarse à altitude da cidade. Depois de uma breve estada na Cidade do México, regresou a Nova Iorque e fundou a "Livraria dos Latinos". Durante um breve regreso à Cidade do México entre 1922 e 1923, um grupo de escritores o aclamou como o "poeta representativo da juventude". Residindo em Nova Iorque foi nomeado membro correspondente da "Academia Mexicana de la Lengua" em 1928.
Em 1935 regressou ao México e viveu em Cuernavaca, em 1941 foi nomeado dono de uma cadeira na Academia Mexicana de la Lengua, cadeira VIII. Em meados de 1945 regressou a Nova Iorque, sendo vice-cônsul, mas morreu em 2 de agosto do mesmo año. A Academia Mexicana solicitou o traslado de seus restos mortais, os quais foram sepultados na "Rotonda de las Personas Ilustres".

## Obra

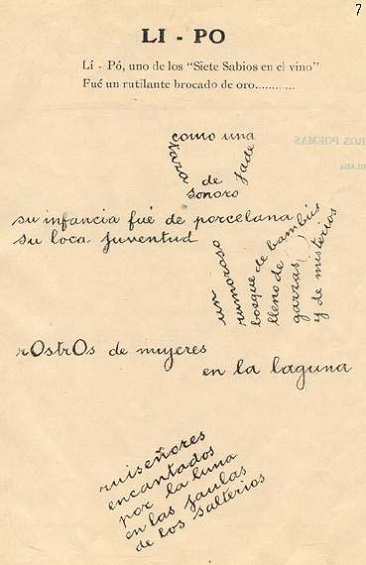
Página 7 do livro Li-po y otros poemas, de 1920, com o poema Li-po, que dá título à obra.

Em seus escritos fez uso indiscriminado da metáforas, como logo o fariam os ultraístas. Além disso, escreveu caligramas  ao mesmo tiempo que Guillaume Apollinaire. Estudou arte hispanoamericana,  pré-colombiana e  arte contemporânea. Influenciou e apoiou a outros artistas como Ramón López Velarde, José Clemente Orozco y Diego Rivera entre outros.
Tablada também é reconhecido como o iniciador do modernismo mexicano, e se atribui a ele a introdução do haikú na literatura de língua castellana. Também escreveu poemas com uma linguagem, ao mesmo tempo, popular e/ou aproximada da oralidade e moderna, lembrando a poesia posterior do poeta brasileiro Manoel de Barros. 
O compositor Edgar Varèse escreveu em 1921 uma cantata, “Offrandes”, com um poema de Tablada e outro de Vicente Huidobro. 

## Bibliografía
- LOZANO HERRERA, Rubén (200) José Juan Tablada en Nueva York: búsqueda y hallazgos en la crónica México, ed.Universidad Iberoamericana, biblioteca Francisco Xavier Clavijero, ISBN 978-968-859-387-7 texto en la web consultado el 15 de noviembre de 2009

## Ligações  externas
- Portal de Poesia Ibero-americana. ANAYA, JOSÉ VICENTE. ¿Dónde empieza y dónde termina la poesía visual de México? México. 2003.
- Site oficial da Secretaria de Gobernación do Governo Federal do México.
- Documentos sobre José Juan Tablada no arquivo digital do Projeto de Documentos do ICAA, Museum of Fine Arts, Houston

## Fonte da tradução
- Este artigo foi inicialmente traduzido, total ou parcialmente, do artigo da Wikipédia em castelhano cujo título é «José Juan Tablada».